# Dinosaur (videogioco)
Dinosaur (ダイナソア?, Dainasoa) è un videogioco di ruolo sviluppato da Nihon Falcom e pubblicato per PC-88, PC-98 e FM Towns. Ispirato a Wizardry, il videogioco è un dungeon crawler in prima persona.
Nel 2002 Dinosaur ha ricevuto un remake dal titolo Dinosaur Resurrection (ダイナソア ～リザレクション～?, Dainasoa ~Rizarekushon~) pubblicato per Microsoft Windows.